# Клінтон (Нью-Джерсі)
Клінтон (англ. Clinton) — місто (англ. town) в США, в окрузі Гантердон штату Нью-Джерсі. Населення — 2773 особи (2020).

## Географія
Клінтон розташований за координатами 40°38′13″ пн. ш. 74°54′55″ зх. д. / 40.63694° пн. ш. 74.91528° зх. д. (40.636810, -74.915205).  За даними Бюро перепису населення США в 2010 році місто мало площу 3,67 км², з яких 3,46 км² — суходіл та 0,21 км² — водойми.

### Клімат
| Клімат : Клінтон | Клімат : Клінтон | Клімат : Клінтон | Клімат : Клінтон | Клімат : Клінтон | Клімат : Клінтон | Клімат : Клінтон | Клімат : Клінтон | Клімат : Клінтон | Клімат : Клінтон | Клімат : Клінтон | Клімат : Клінтон | Клімат : Клінтон | Клімат : Клінтон |
| Показник | Січ.             | Лют.             | Бер.             | Квіт.            | Трав.            | Черв.            | Лип.             | Серп.            | Вер.             | Жовт.            | Лист.            | Груд.            | Рік              |
| Абсолютний максимум, °C | 23,3             | 25,0             | 31,1             | 34,4             | 37,2             | 38,9             | 41,1             | 40,0             | 40,6             | 36,1             | 28,9             | 23,9             | 41,1             |
| Середній максимум, °C | 2,7              | 4,4              | 9,9              | 16,3             | 22,2             | 26,8             | 29,5             | 28,4             | 24,2             | 18,0             | 11,6             | 5,3              | 16,6             |
| Середній мінімум, °C | −7,6             | −6,7             | −2,2             | 2,8              | 8,3              | 13,3             | 16,5             | 15,5             | 11,1             | 4,4              | 0,1              | −4,4             | 4,3              |
| Абсолютний мінімум, °C | −27,8            | −26,7            | −21,1            | −10              | −3,9             | 1,1              | 5,0              | 2,8              | −2,8             | −7,8             | −16,7            | −25,6            | −27,8            |
| Норма опадів, мм | 96               | 80               | 108              | 109              | 117              | 118              | 131              | 93               | 109              | 114              | 97               | 109              | 1283             |
| --- | ---------------- | ---------------- | ---------------- | ---------------- | ---------------- | ---------------- | ---------------- | ---------------- | ---------------- | ---------------- | ---------------- | ---------------- | ---------------- |
| Джерело: <Flemington 5 NNW Weather Station= >FLEMINGTON 5 NNW Weather station (2009). Clinton, NJ Weather. Clinton, NJ Weather Data. Open Publishing. Архів оригіналу за 3 грудня 2008. Процитовано 1 грудня 2009. |                  |                  |                  |                  |                  |                  |                  |                  |                  |                  |                  |                  |                  |

## Демографія
Згідно з переписом 2010 року, у місті мешкало 2719 осіб у 1057 домогосподарствах у складі 727 родин. Було 1098 помешкань
Расовий склад населення:
| - 89,5 % — білих - 6,7 % — азіатів - 1,3 % — чорних або афроамериканців - 0,2 % — корінних американців |

До двох чи більше рас належало 1,7 %. Частка іспаномовних становила 6,2 % від усіх жителів.
За віковим діапазоном населення розподілялося таким чином: 26,0 % — особи молодші 18 років, 62,5 % — особи у віці 18—64 років, 11,5 % — особи у віці 65 років та старші. Медіана віку мешканця становила 39,6 року. На 100 осіб жіночої статі у місті припадало 94,8 чоловіків;  на 100 жінок у віці від 18 років та старших — 92,8 чоловіків також старших 18 років.
Середній дохід на одне домашнє господарство  становив 111 803 долари США (медіана — 101 422), а середній дохід на одну сім'ю — 131 725 доларів (медіана — 121 125). Медіана доходів становила 73 487 доларів для чоловіків та 73 646 доларів для жінок. За межею бідності перебувало 7,3 % осіб, у тому числі 8,1 % дітей у віці до 18 років та 5,9 % осіб у віці 65 років та старших.
Цивільне працевлаштоване населення становило 1422 особи. Основні галузі зайнятості: освіта, охорона здоров'я та соціальна допомога — 17,4 %, роздрібна торгівля — 13,6 %, виробництво — 13,2 %, науковці, спеціалісти, менеджери — 13,1 %.